# Xaçmaz Rayonu
Xaçmaz Rayonu är ett distrikt i Azerbajdzjan. Det ligger i den nordöstra delen av landet, 160 km nordväst om huvudstaden Baku. Antalet invånare är 152 360. Arean är 1,0 kvadratkilometer.
Terrängen i Xaçmaz Rayonu är mycket platt.
Följande samhällen finns i Xaçmaz Rayonu:
- Xaçmaz
- Xudat
- Qusarçay
- Yalama
- Köhnə Xaçmaz
- Qaraqurdlu
- Qasabovka
- Çarxı
- Pirquluoba
- Neredzhan
- Mukhtadir
- Armudpadar
- Xaspoladoba
- Bostançı
- Myurshyudoba
- Akhmedoba
- Ağaşirinoba
- Gyulevlyu
- Palçıqoba
- Niyazoba
- Nabran
- Kendberi-Seidlyar
- Sayad
- Qobuqıraq
- Aleksandrovka
- Yataqoba
- Qaraçaycek
- Qalağan
- Mollabürhanlı
- Qaraçı
- İdrisoba
- Canaxır
- Ciğatay
- Maksudkend
- Chilegir
- Əbilyataq
- Ağaverdioba
- Alıçqışlaq
- Şimal
- Xanlıqoba
- Ağtala
- Şollar

Trakten runt Xaçmaz Rayonu består till största delen av jordbruksmark. Runt Xaçmaz Rayonu är det ganska tätbefolkat, med 129 invånare per kvadratkilometer.